# Budzisław Kościelny
Budzisław Kościelny – wieś w Polsce położona w województwie wielkopolskim, w powiecie konińskim, w gminie Kleczew.
Wzmiankowana po raz pierwszy w 1356 roku. Do 1870 istniała gmina Budzisław.
We wsi znajduje się kościół parafialny pod wezwaniem Wniebowzięcia Najświętszej Maryi Panny wzniesiony w latach 1977–1981 według projektu Aleksandra Holasa. Do czasów okupacji niemieckiej znajdowała się we wsi drewniana świątynia z 1942 roku. Została jednak rozebrana przez Niemców.
W latach 1954–1972 wieś należała i była siedzibą władz gromady Budzisław Kościelny. W latach 1975–1998 miejscowość administracyjnie należała do województwa konińskiego.
We wsi znaleziono rzekomo pod koniec XIX wieku tzw. żywoty budzisławskie, dwa hagiograficzne utwory uważane przez historyków za fałszerstwo.
W Budzisławiu mieszkała pisarka Maria Krzymuska, a także urodziła się jej córka Maria Krzymuska-Iwanowska, również pisarka. Z Budzisławia pochodzą również Wojciech Andrzejewski i Stefan Domeracki - weterani walk o Monte Cassino. 
We wsi znajduje się Zespół Szkolno-Przedszkolny, jednostka Ochotniczej Straży Pożarnej (rok założenia - 1912), punkt stacjonowania zespołu medycznego, Filia Biblioteczna Miejsko-Gminnej Biblioteki Publicznej w Kleczewie oraz wiatrak koźlak z 1858 roku. 